# Фахдорф
Фахдорф (нем. Vachdorf) — община в Германии, в земле Тюрингия. 
Входит в состав района Шмалькальден-Майнинген. Подчиняется управлению Зальцбрюкке.  Население составляет 847 человек (на 31 декабря 2010 года). Занимает площадь 15,90 км².